# 2020年東京オリンピックのポーランド選手団
2020年東京オリンピックのポーランド選手団(2020ねんとうきょうオリンピックのポーランド選手団、波: Polska na Tokio Igrzyskach Olimpijskich 2020)は、2021年7月23日から8月8日にかけて日本の首都東京で開催された2020年東京オリンピックのポーランド選手団、およびその競技結果。

## メダル
| メダル | 選手名 | 競技       | 種目                                | 日付    |
| ------ | --- | ---------- | ----------------------------------- | ------- |
| 金     | カロル・ザレフスキ ナタリア・カチマレク ユスティナ・シュフィエンティ＝エルセティツ カイェタン・ドゥシニスキ ほか3名                       | 陸上       | 混合4×400mリレー                    | 7月31日 |
| 金     | アニタ・ボーダルチク | 陸上       | 女子ハンマー投                      | 8月3日  |
| 金     | ボイチェフ・ノビツキ | 陸上       | 男子ハンマー投                      | 8月4日  |
| 金     | ダビト・トマラ | 陸上       | 男子50km競歩                        | 8月6日  |
| 銀     | アグニエシュカ・コブス＝ザボイスカ マルタ・ビエリチコ マリア・サイダク カタジナ・ジルマン                                                 | ボート     | 女子舵手なしクォドルプル            | 7月28日 |
| 銀     | カロリナ・ナヤ アンナ・プワフスカ | カヌー     | 女子スプリント・カヤック（K-2）500m | 8月3日  |
| 銀     | アグニエシュカ・スクジプレッツ ヨランタ・オガル                                                                                           | セーリング | 女子470級                           | 8月4日  |
| 銀     | マリア・アンドレイチク | 陸上       | 女子やり投                          | 8月6日  |
| 銀     | ナタリア・カチマレク イガ・バウムガルト＝ヴィータン マウゴジャタ・ホウプ＝コヴァリック ユスティナ・シュフィエンティ＝エルセティツ ほか1名 | 陸上       | 女子4×400mリレー                    | 8月7日  |
| 銅     | タデウシュ・ミハリク | レスリング | 男子グレコローマンスタイル97kg級    | 8月3日  |
| 銅     | マルビナ・コプロン | 陸上       | 女子ハンマー投                      | 8月3日  |
| 銅     | パトリック・ドベック | 陸上       | 男子800m                            | 8月4日  |
| 銅     | パベウ・ファイデク | 陸上       | 男子ハンマー投                      | 8月4日  |
| 銅     | ユスティナ・イスクジツカ カロリナ・ナヤ アンナ・プワフスカ ヘレナ・ビシニエフスカ                                                         | カヌー     | 女子スプリント・カヤック（K-4）500m | 8月7日  |

## 種目別選手・スタッフ名簿及び成績
射撃
- 3名[1]

 スポーツクライミング
- アレクサンドラ・ミロスワフ（英語版）[2]